# Centro de acción
Para el conjunto del planeta, se pueden definir una serie de altas y bajas presiones, denominadas centros de acción ya que son responsables de los tipos de tiempo que actúan en un determinado clima zonal. 
Estos centros de acción son las bajas presiones ecuatoriales, las altas presiones subtropicales (que por su estabilidad tienen nombre, como los anticiclones de la Azores, Hawái, Índico, del Pacífico Sur o del Atlántico Sur), las bajas presiones polares del frente polar, y las altas presiones polares (que también tienen nombre, como los anticiclones ártico, antártico, canadiense o siberiano). 

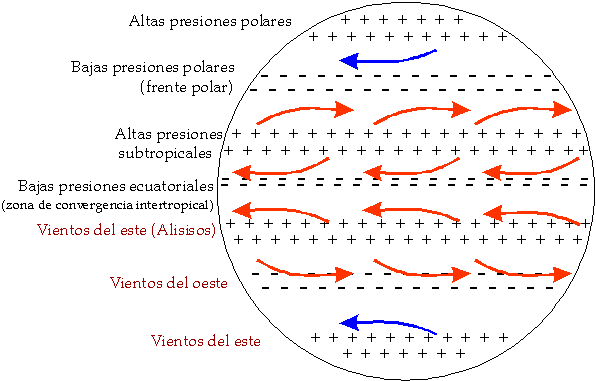
Principales centros de acción en el planeta.

Estos centros de acción no son estáticos y se desplazan de norte a sur en verano y en invierno, con el desplazamiento aparente del sol, modificando su extensión y latitud, hasta llegar a desaparecer; como en el caso de los anticiclones térmicos, o incluso llegar a aparecer otros más pequeños y secundarios. Los centros de acción de las bajas presiones no suelen tener nombre, por su carácter temporal, salvo los huracanes o las regiones en las que aparecen borrascas de forma permanente, como la borrasca de Islandia. 
Existen, además, otros centros de acción secundarios que afectan a lugares concretos y en determinadas estaciones, y que provocan tipos de tiempo específicos, como las borrascas del mar de Liguria o la de Sonora (México). A España, por ejemplo, la afectan las bajas presiones saharianas en verano, que provocan calima de calor, o la depresión del mar de Liguria en otoño, que alimenta las lluvias torrenciales y las gotas frías, o los anticiclones térmicos que aparecen en el centro de la península en invierno y generan tiempo estable, seco, soleado y frío. 
Los centros de acción son las regiones manantiales de las masas de aire.
- El contenido de este artículo incorpora material de una entrada de la Enciclopedia Libre Universal, publicada en español bajo la licencia Creative Commons Compartir-Igual 3.0.

- Datos: Q5761990